# Sandro Munari
Sandro Munari (27 de março 1940) é um ex-piloto italiano de rali.

## Carreira
Sandro Munari começou sua carreira em ralis em 1965 e venceu o Campeonato Italiano de Rali em 1967 e 1969, em 1973 venceu o Campeonato Europeu de Rali. Em 1972 venceu a corrida de resistência Targa Florio ao lado de Arturo Merzario com uma Ferrari 312PB. Ainda em 1972, Munari teve sua primeira grande vitória em ralis, ao conquistar o Rali de Monte Carlo em um Lancia Fulvia.
Seu nome se tornou fortemente associado a outro ícone de ralis da Lancia, o Lancia Stratos. A parceira entre o piloto e a equipe italiana conquistou uma outra vitória no Rali de Monte Carlo durante a década de 1970, somando-se a um total de sete vitórias no Campeonato Mundial de Rali. Munari conquistou mais tarde o título da Copa FIA para pilotos de rali. Mais tarde em sua carreira, competiu com um Fiat 131 Abarth, terminando em terceiro no Rali da Córsega de 1978 e sexto no Rali da Costa do Marfim de 1980. Suas últimas participações no WRC foram no Rali Safari no qual competiu entre 1981 e 1984, sem completar a prova.

## Vitórias no WRC
| # | Evento                                 | Temporada | Co-piloto      | Carro             |
| - | -------------------------------------- | --------- | -------------- | ----------------- |
| 1 | 16º Rallye Sanremo                     | 1974      | Mario Mannucci | Lancia Stratos HF |
| 2 | 3rd Rally Rideau Lakes                 | 1974      | Mario Mannucci | Lancia Stratos HF |
| 3 | 43ème Rallye Automobile de Monte-Carlo | 1975      | Mario Mannucci | Lancia Stratos HF |
| 4 | 44ème Rallye Automobile de Monte-Carlo | 1976      | Silvio Maiga   | Lancia Stratos HF |
| 5 | 10º Rallye de Portugal Vinho do Porto  | 1976      | Silvio Maiga   | Lancia Stratos HF |
| 6 | 20ème Tour de Corse                    | 1976      | Silvio Maiga   | Lancia Stratos HF |
| 7 | 45ème Rallye Automobile de Monte-Carlo | 1977      | Silvio Maiga   | Lancia Stratos HF |